# Fermium-254
Fermium-254 of 254Fm is een onstabiele radioactieve isotoop van fermium, een actinide en transuraan element. De isotoop komt van nature niet op Aarde voor.
Fermium-254 kan ontstaan door radioactief verval van californium-254, einsteinium-254, mendelevium-254 en nobelium-258.
{\displaystyle {\ce {{^{254}_{98}Cf}->{^{254}_{99}Es}+{e^{-}}+{\bar {\nu }}_{e}}}}
{\displaystyle {\ce {{^{254}_{99}Es}->{^{254}_{100}Fm}+{e^{-}}+{\bar {\nu }}_{e}}}}
{\displaystyle {\ce {{^{254}_{101}Md}->{^{254}_{100}Fm}+{e^{+}}+{\nu }_{e}}}}
{\displaystyle {\ce {{^{258}_{102}No}->{^{254}_{100}Fm}+\,_{2}^{4}\alpha }}}

## Radioactief verval
Fermium-254 vervalt vrijwel volledig via alfaverval tot de radio-isotoop californium-250:
{\displaystyle {\ce {{^{254}_{100}Fm}->{^{250}_{98}Cf}+\,_{2}^{4}\alpha }}}
De halveringstijd bedraagt 3,24 uur.
Een klein gedeelte (0,0592%) vervalt door spontane splijting. 
241Fm · 242Fm · 243Fm · 244Fm · 245Fm · 246Fm · 247Fm · 248Fm · 249Fm · 250Fm · 250mFm · 251Fm · 251mFm · 252Fm · 253Fm · 254Fm · 255Fm · 256Fm · 257Fm · 258Fm · 259Fm · 260Fm